# Alves Redol
António Alves Redol (Vila Franca de Xira, Vila Franca de Xira, 29 de dezembro de 1911 – Campo Grande, Lisboa, 29 de novembro de 1969) foi um escritor considerado como um dos expoentes máximos do Neorrealismo português.

## Biografia

### Juventude
António Alves Redol nasceu a 29 de dezembro de 1911, no n.º 34 da rua do Açougue, freguesia e concelho de Vila Franca de Xira, filho de António Redol da Cruz, então de 24 anos, comerciante, natural de Tomar (freguesia de Carregueiros), e de Inocência da Purificação Alves, de 23 anos, natural de Loures (freguesia de Bucelas).
Criado no Ribatejo, presencia desde jovem as precárias condições de vida do homem rural, o que mais tarde, irá refletir de forma preponderante na sua escrita.
Filho de um comerciante de pequeno porte, na infância sonhava tornar-se médico, mas, influenciado pelo seu avô e dada a admiração que foi nutrindo pelos jornalistas e escritores, passou a aspirar uma vida dedicada às letras. O pai, no entanto, pretendia para o filho uma carreira no comércio, mandando António Alves Redol frequentar o Curso Comercial, no Colégio Arriaga. Por volta dos 14 anos começou a enviar as suas prosas para os jornais.
Aos 15 anos passou a trabalhar como vendedor de mercearias e, mais tarde, de tecidos. Ao fim de pouco mais de um ano, corria o ano de 1929, parte para Angola, exercendo, primeiramente, a função de operário em Luanda e depois na agricultura, numa fazenda do interior, com o objetivo de conseguir novas e melhores perspectivas de vida futura. Contudo, depara, nessa região, com uma intensa situação de miséria e pobreza que o faz regressar à metrópole.

### Idade Adulta
Quando regressa a Portugal, emprega-se numa casa comercial de automóveis, pneus e lubrificantes. Ao mesmo tempo leciona Língua Portuguesa a título particular. 
A 5 de março de 1936, casou em Lisboa com Maria dos Santos Mota, então de 22 anos, natural de Vila Franca de Xira, filha de Manuel Rodrigues Mota, natural de Tomar, e de Emília dos Santos Mota, também natural de Vila Franca de Xira.
Começa a conviver com intelectuais de esquerda e adere aos ideais do Partido Comunista Português, do qual se torna militante no início dos anos de 1940, e do Movimento de Unidade Democrática, contrapondo-se, veemente, à conjuntura política da época, trazendo à tona diversas questões “esquecidas”.
Em virtude de sua convivência com as péssimas condições de vida das camadas rurais e de vivenciar duplamente essas condições (na infância e na juventude), volta seu olhar para a dimensão social, mais especificamente, para as questões de reivindicação de mudança social. A essa altura, reafirma a sua vocação para a escrita. Cria a Secção “De sol a sol”, no jornal O Diabo, em que passa a publicar textos voltados para as tensões sociais, contrapondo-se, assim, aos ideais de exploração dos regimes totalitários.
Morreu a 29 de novembro de 1969, na freguesia do Campo Grande, em Lisboa, vítima de metástases generalizadas.

### Nasce o Neorealismo Português
Fillus 2002 sinaliza o facto de a crise económica da década de 1920 ocasionar uma serie de problemáticas sociais, tais como: desemprego, fome, miséria e, sobretudo, a crise do capitalismo. Diante dessa quadro, eclodem os regimes totalitários (no solo português, o Salazarismo), iniciando uma intensa repressão, censura e exploração das classes minoritárias.
Tendo como pano de fundo esse contexto, surge o Neorrealismo, uma literatura de cunho político, que se opõe, veementemente, à opressão dos regimes totalitários. Eclode, assim, um novo conceito de arte numa perspectiva de consciencialização, acompanhada de novo papel social para o artista enquanto defensor da sociedade que busca melhorias a partir da ampliação da visão de mundo.
Isso entra em sintonia com Fillus 2002, pp. 127, que diz que o “movimento neorrealista corresponde a uma nova tomada de consciência da sociedade portuguesa”.  Dentre os autores que defendem uma criação literária de denuncias das condições de exploração do povo (em sua grande diversidade), está Alves Radol.
Figueiredo 2005 sinaliza o facto de a obra de Redol estar diretamente ligada às questões económicas, políticas, sociais e culturais respeitantes ao mundo do autor. Ou seja, seus escritos voltam se para uma perspectiva de cunho social, primando, sobretudo, pela crítica ao Regime de Salazar, transformando suas obras em instrumento de intervenção social. Um aspecto que ilustra esse viés é o facto de esse autor não se restringir ao uso de histórias de ficção, mas, acima de tudo, lançar mão de histórias que focam na realidade social circundante. Algumas dessas temáticas que até então eram ignoradas.

### Repressão
Em vista disso, Redol sofre repressão da ditadura militar, chegando até a ser preso e torturado. Ao lançar mão dessa postura de preocupação social, ele toma como base alguns ideais do marxismo e do socialismo, empregando-os em sua escrita os pressupostos de autores revolucionários clássicos tais como: Marx, Engels, Lenine, Lefebvre, Bukharin e Georges Friedmann. E, à luz desses escritores adeptos do Marxismo e do Socialismo, Redol passa a abordar as condições de vida dos trabalhadores que viviam à margem da sociedade por conta de uma exploração desumana. Para tanto, ele retrata os diversos profissionais rurais e urbanos (destacando seus inúmeros grupos), suas práticas corriqueiras do dia a dia e, sobretudo, suas péssimas condições de vida em decorrência do capitalismo.

### Obra
Inúmeros aspectos expostos na obra de Redol refletirem suas vivências particulares. Partindo desse pressuposto, ele não só apresentava as mazelas a que era submetido esse povo, mas, sobretudo, evidenciava sua natureza. Com isso, as personagens do romancista, em geral, são apresentadas, de forma que suas individualidades sejam expostas. Contudo, reflectem um todo na mesma condição. Isso, de certa forma, evidencia uma dicotomia (individual vs colectivo). Em alguns casos, ele até estabelece comparações entre o animal e o homem, em vista das péssimas condições de vida deste último. Porém, ao apresentar essa faceta, lança mão de uma crítica e de um discurso velado, em função da repressão política. Isto é, pelo fato de a literatura estar silenciada por conta da opressão, ele adéqua sua linguagem, escrevendo de forma não explícita. Em outras palavras, ele revela sua preocupação social, suas ideologias subjacentes e seu não-ditos, por intermédio de uma linguagem nem sempre objetiva e direta. Destaca-se, ainda, o fato de tal autor trabalhar em constante renovação do seu estilo de escrita.
A obra de Redol é amparada por uma perspectiva social, primando pela abordagem de aspectos sócio-políticos e econômicos, focalizando, em especial, personagens que reflectem a diversidade dos grupos da sociedade portuguesa (rural e urbana). Apesar de suas obras serem pautadas de uma perspectiva de junção de fatores, elegendo como objeto de estudo o romance, a dramaturgia, obras voltadas para crianças e jovens, destaca-se, sobretudo, a temática da preocupação social, evidenciando a desigualdade intensa na distribuição da rendas. Daí provém sua importância enquanto escrito neorrealista. Não só por “iniciar uma nova estética literária no século XX”, mas, sobretudo, por  voltar seu olhar para o sofrimento do povo [a questão da exploração a que eram submetidos as pessoas das classes baixas, condições de vida, miséria, fome, prostituição etc..].

## Opiniões sobre Redol
Muitos críticos literários e autores expressaram suas opiniões sobre o autor, entre eles, Mário Dionísio que prefaciou a obra Barranco de Cegos com os seguintes dizeres: "...Romance do Ribatejo, sim, e o mais completo livro que se escreveu sobre uma região que já  entusiasmara Garrett e interessara Ramalho. Romance duma família poderosa e dum mundo que em torno dela e sob ela gravita, de campinos, varinos, valadores. Mas romance também duma época e dum país. Fundamentalmente, de cegos que conduzem cegos para o barranco, na imagem de S. Mateus, e do esforço mais ou menos cego, denodado e violento, para evitar -lo em vão.Quem são os cegos? Os políticos dum governo que cede perante a desordens dos tempos (indústria, caminhos-de-ferro, liberalismo) em vez de reagir-lhes com dureza, como pensa Diogo Relvas."
A autora de contos e poesias para o público adulto e infantil Matilde Rosa Araújo diz: “Julgo que toda obra de Alves Redol vive na raiz de um profundo respeito de amor pelos direitos do Homem. E, necessariamente, pelos direitos da criança.”
Arquimedes da Silva Santos expressa sua opinião sobre Redol: “... a qualidade de uma outra sua arte, hoje tão raramente cultivada, a da amizade. Sentimo-la, companheiros de Vila Franca, quando promovia reuniões de leitura e reflexão em sua casa, emprestando-nos livros, levando-os a colaborar em jornais e revistas, ou organizando sessões culturais, passeios às lezírias e visitas a museus, aproximando pessoas de diferentes estratos socioeconómicos, de rurais e citadinos, de embarcadiços ribatejanos a universitários lisboetas, num convívio de comunhão, ousados nesses tempos de suspeição.”

## Redol sobre si mesmo
Alves Redol recebeu duras críticas pelo fato de sua obra abordar personagens, temas e situações que não eram explorados pela literatura e de utilizar uma linguagem simples que incorporava a fala das personagens de acordo com o ambiente em que viviam. Por isso, na epígrafe de Gaibéus, ele dá o seguinte aviso: “Este romance não pretende ficar na literatura como obra de arte. Quer ser, antes de tudo, um documentário humano fixado no Ribatejo. Depois disso, será o que os outros entenderem".
Redol expressa seu orgulho e prazer de exercer sua profissão na declaração a seguir: “Se algum dia alguém me perguntasse que aprendizagem deveria um jovem fazer para chegar a romancista, se o ofício se ensinasse, eu diria que enquanto a vida lhe não desse todas as voltas e reviravoltas, amores, sofrimentos, repúdios, sonhos, frustrações, equívocos, etc., etc., (...) seria avisado que o mandasse ensinar a sapateiro, não para saber deitar tombas e meias solas, porque nem para tanto ele usufruirá, às vezes, com a escrita, mas para que ganhasse o hábito de padecer bem, amarrado ao assunto durante largos anos, antes que provasse o paladar gostoso de algumas horas de pleno prazer.”
Foi diretor do semanário ribatejano Goal (1933) e também se encontra colaboração da sua autoria no semanário Mundo Literário (1946-1948).

## Obras

### Romances
- Gaibéus (1939)
- Marés (1941)
- Avieiros (1942)
- Fanga (1943)
- Anúncio (1945)
- Porto Manso (1946)
- Ciclo Port-Wine:
  - Horizonte Cerrado (1949)
  - Os Homens e as Sombras (1951)
  - Vindima de Sangue (1953)
- Olhos de Água (1954)
- A Barca dos Sete Lemes (1958)
- Uma Fenda na Muralha (1959)
- Cavalo Espantado (1960)
- Barranco de Cegos (1961), com prefácio de Mário Dionísio
- O Muro Branco (1966)
- Os Reinegros (1972)

### Teatro
- Maria Emília (1945)
- Forja (1948)
- O Destino Morreu de Repente (1967)
- Fronteira Fechada (1972)

### Contos
- Nasci Com Passaporte de Turista (1940)
- Espólio (1943)
- Comboio das Seis (1946)
- Noite Esquecida (1959)
- Constantino, Guardador de Vacas e de Sonhos (1962)
- Histórias Afluentes (1963)
- Três Contos de Dentes Para o Ofício 4001(1968)

### Literatura infantil
- Vida Mágica da Semente (1956)
- A Flor Vai Ver o Mar (1968)
- A Flor Vai Pescar Num barco (1968)
- Uma Flor Chamada Maria (1969)
- Maria Flor Abre o Livro das Surpresas (1970)

### Estudos
- Glória: Uma Aldeia do Ribatejo (1938)
- A França: Da Resistência à Renascença (1949)
- Cancioneiro do Ribatejo (1950)
- Ribatejo (Em Portugal Maravilhoso) (1952)
- Romanceiro Geral do Povo Português (1964)

### Conferência
- Le Roman de Tage (Edição da Union Française Universitaire, Paris) (1946)